# Freddy Deeb
Kassem Ibrahim Deeb, detto Freddy (in arabo قاسم إبراهيم ديب‎?; Beirut, 27 novembre 1955), è un giocatore di poker libanese naturalizzato statunitense.

## Poker
Alle WSOP del 1996, ha vinto il torneo $5,000 Deuce to Seven Draw, vincendo $146,250 e avendo la meglio su giocatori del calibro di Mickey Appleman, Gabe Kaplan, David Grey e Doyle Brunson.
Nel 2005 ha vinto la tappa Ultimate Poker Classic event della quarta stagione del World Poker Tour, guadagnando $1,000,000 e nel 2007 vince il $50,000 H.O.R.S.E. Championship, uno dei tornei più tecnici e prestigiosi delle world series nella sua edizione record di presenze.
A giugno 2023, il totale delle sue vincite nei tornei live si attesta pari a $9,186,402 di cui $4,024,409 vinti alle WSOP.

### Braccialetti delle World Series of Poker
| Anno | Torneo                     | Premio (US$) |
| ---- | -------------------------- | ------------ |
| 1996 | $5,000 Deuce to Seven Draw | $146,250     |
| 2007 | $50,000 H.O.R.S.E.         | $2,276,832   |